# Chelidonichthys
Chelidonichthys es un género de peces conocidos como rubios o escarchos de la familia Triglidae, del orden Scorpaeniformes. Este género marino fue descrito por primera vez en 1873 por Johann Jakob Kaup.

## Especies
Especies reconocidas del género:
- Chelidonichthys capensis (G. Cuvier, 1829)
- Chelidonichthys cuculus (Linnaeus, 1758)
- Chelidonichthys gabonensis (Poll & C. Roux, 1955)
- Chelidonichthys ischyrus D. S. Jordan & W. F. Thompson, 1914
- Chelidonichthys kumu (G. Cuvier, 1829)
- Chelidonichthys lucerna (Linnaeus, 1758)
- Chelidonichthys obscurus (Walbaum, 1792)
- Chelidonichthys queketti (Regan, 1904)
- Chelidonichthys spinosus (McClelland, 1844)

### Lectura recomendada
- Hureau, J.-C., and Th. Monod, eds. 1973. Check-list of the fishes of the north-eastern Atlantic and of the Mediterranean (Clofnam), vol. 1. xxii + 683.
- Eschmeyer, William N., ed. 1998. Catalog of Fishes. Special Publication of the Center for Biodiversity Research and Information, no. 1, vol 1-3. 2905.